# Miklas Born

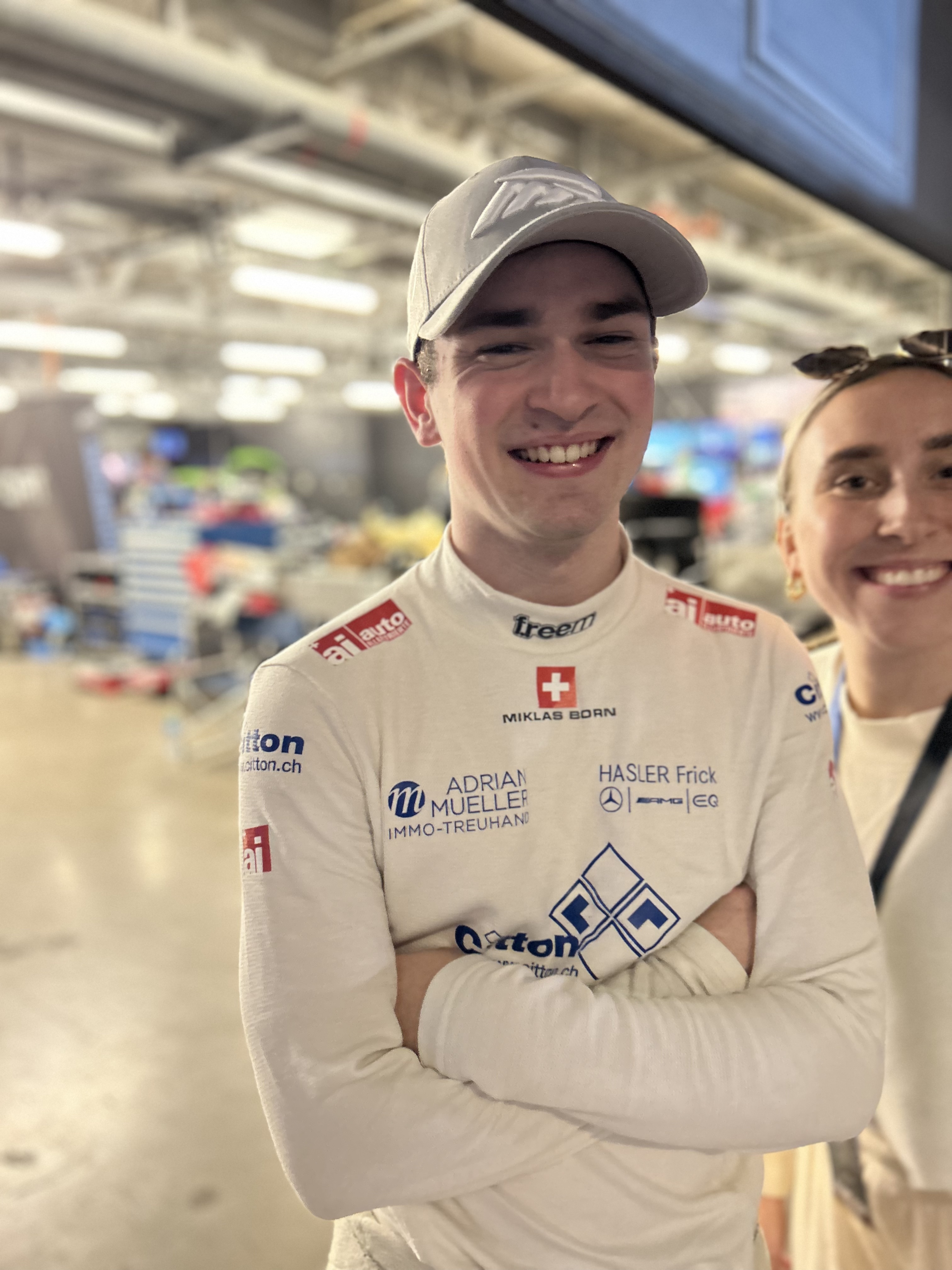
Miklas Born (2023)

Miklas Born (* 16. April 2002 in Basel) ist ein Schweizer Automobilrennfahrer. Er startet in verschiedenen Motorsportdisziplinen.

## Karriere
Miklas Born begann im Kartsport, wechselte mit 17 Jahren in den Tourenwagensport. Er gewann im Jahr 2020 mit einem VW Golf die TCR-Klasse der Creventic 24h Series und bestritt alle Rennen zur 24h Series Continents und 24h Series Europe.
2021 bestritt er mit SPS Automotive Performance die Fanatec GT World Challenge Europe im Silber Cup, u. a. die 24 Stunden von Spa, die 24 Stunden von Dubai und die 24 Stunden von Sebring. Mit FK Performance fuhr er zudem einen Klassensieg beim 24-Stunden-Rennen auf dem Nürburgring ein.
Auch 2022 bestritt Born die 24 Stunden von Dubai in einem TCR-Auto. Mit Schnitzelalm Racing fuhr er drei Läufe der Nürburgring Langstrecken-Serie und mit PROsport Racing GmbH bestritt er das 24-Stunden-Rennen am Nürburgring.
2023 gewann er die 24 Stunden von Dubai in der TCR-Klasse. Danach fuhr er – mit den Teamkollegen Marius Zug und David Schumacher – den GT World Challenge Europe Endurance Cup im Mercedes AMG GT3 von Winward Racing, wobei das beste Ergebnis ein Klassensieg war. Er belegte Platz drei der Fahrerwertung des Gold Cups. Beim 24-Stunden-Rennen auf dem Nürburgring war Born erneut mit FK Performance am Start: er erreichte den Klassensieg in der SP10-Klasse auf einem BMW M4 GT4 und belegte den Gesamtrang 20. Beim 24-Stunden-Rennen von Barcelona feierte er sein Debüt, fuhr mit einem Audi in der TCR-Klasse und konnte diese gewinnen.